# Some of My Best Jokes Are Friends
 (décembre 2022).
Si vous disposez d'ouvrages ou d'articles de référence ou si vous connaissez des sites web de qualité traitant du thème abordé ici, merci de compléter l'article en donnant les références utiles à sa vérifiabilité et en les liant à la section « Notes et références ».
Some of My Best Jokes Are Friends est le troisième album de George Clinton, sorti chez Capitol Records en 1985.

## Liste des morceaux
1. Double Oh-Oh
2. Bullet Proof
3. Pleasures Of Exhaustion (Do It Till I Drop)
4. Bodyguard
5. Bangladesh
6. Thrashin'
7. Some Of My Best Jokes Are Friends